# Міжнародний інститут бізнесу
Міжнародний інститут бізнесу (МІБ — Україна) — школа бізнесу, з 2011 року вищий навчальний заклад III рівня акредитації.
Місія Створення цінності для особистостей, компаній і суспільства. Реалізується шляхом практичного, комплексного навчання менеджерів, спрямованого на управлінський та організаційний розвиток. Прикладні дослідження в галузі менеджменту, які проводяться фахівцями з багаторічним досвідом роботи, допомагають адаптувати практику закордонних компаній до сучасного Українського бізнес ринку, та використовувати клієнт-орієнтовані методи навчання.

## Історія

1993 — Заснування Міжнародного інституту бізнесу — згідно з постановою Кабінету Міністрів України від 22 липня 1993 року Українською академією державного управління при Президенті та Фондом Центрально-європейського університету.
Першим президентом став д-р Хенрік Стернічук, професор менеджменту та міжнародного бізнесу Університету Нью Брансвік (Канада).
1996 — Старт інноваційної Української Програми Бізнес-Адміністрування (УПБА) — друга вища освіта в сфері маркетингу та фінансів.
1997 — Перший у Центральній і Східній Європі акредитований навчальний центр програм Королівського інституту маркетингу, Велика Британія (CIM, UK).
1998 — У рамках проєкту, фінансованого CIDA (Канадське агентство міжнародного розвитку) Міжнародний інститут бізнесу спільно зі Школою бізнесу Макюен (Едмонтон, Альберта) починає Канадську Програму Бізнес-Менеджменту.
1999 — Інститут одержав національну акредитацію Міністерства освіти та науки України.
2000 — За підтримки Всесвітнього Банку та Фонду державного майна України, у співробітництві з Лондонською школою бізнесу МІБ реалізує національні проєкти «Конкурентоспроможність-2000» і «Директор третього тисячоліття».
2001 — Міжнародний інститут бізнесу стає навчальним центром REFA International (Німеччина) — провідної організації в сфері управління виробництвом.
2001 — Стартує Executive MBA — програма, яка розроблена для топ-менеджерів і керуючих власників українських і міжнародних компаній.
2002 — Інститут стає членом European Foundation for Management Development — провідної європейської асоціації бізнес-шкіл.
2003 — МІБ зареєстрований провайдер програм і акредитований екзаменаційний центр Королівського інституту фахівців з управлінського обліку, Велика Британія (CIMA, UK).
2004 — МІБ стає першим в континентальній Європі акредитованим навчальним центром програм Королівського інституту по зв'язках із громадськістю, Велика Британія (CIPR, UK).
2005 — Починається навчання по програмі International MBA, яка реалізується разом з Університетом Нью Брансвік — найстарішим англомовним університетом Канади.
2005 — Інститут отримує членство Central and East European Management Development Association (CEEMAN) — асоціації бізнес-шкіл Центральної та Східної Європи.
2007 — МІБ — перша українська бізнес-школа, програми MBA якої акредитовані Британською Асоціацією MBA (Association of MBA's).
2008 — Створений Центр девелопменту нерухомості для реалізації освітніх програм світового рівня для професіоналів ринку нерухомості в Україні
2009 — Інститут визнаний найкращою бізнес-школою України отримавши звання «Excellent business school 2009»
2010 — Міжнародний інститут бізнесу підтвердив звання найкращої бізнес-школи в Україні, отримав звання «Excellent business school 2010».
2011 — Інститут акредитований Міністерством освіти і науки України, як вищий навчальний заклад III рівня.
2012 — Українська програма бізнес-адміністрування (друга вища освіта) за спеціальністю «Маркетинг» та «Фінанси» посіла 12 місце у східній Європі у рейтингу Eduniversal TOP-200 Best Master Programs Worldwide
2013 — Інститут отримав ліцензію Міністерства освіти і науки України на підготовку магістрів бізнес-адміністрування.
2014 — Старт нової програми General MBA
2015 — Міжнародний інститут бізнесу підтвердив акредитацію Association of MBAs (UK, London)
2016 — запуск нового проєкту - креативного бізнес-клубу для тінейджерів "BeezzCraft"
2017 —  МІБ почав реалізацію інноваційної програми General MBA за карусельною моделлю бізнес-освіти.
МІБ подовжив акредитацію всіх програм MBA в Association of MBAs на 5 років.
2018 — Початок співробітництва з австрійською бізнес-школою MCI (Management Center Innsbruck) щодо реалізації програми International MBA
Бізнес-школа «Міжнародний інститут бізнесу» стала членом Асоціації з розвитку університетських бізнес-шкіл (Association to Advance Collegiate Schools of Business, AACSB)

## Навчальні програми

### MBA програми
Executive MBA (для керівників компаній топ-менеджерів, керуючих власників бізнесу)
General MBA (для менеджерів середньої ланки, націлених на професійний зріст та для тих, хто прагне стати керівниками або розпочати власний бізнес. Також програма розрахована на топ-менеджерів та починаючих керівників, які бажають здобути нові знання та оволодіти сучасними технологіями управління бізнесом).
Ukrainian MBA (для спеціалістів різних галузей бізнесу, які бажають оволодіти управлінськими навичками, для власників мікро-бізнесу)

### Кваліфікаційні програми

#### Міжнародні професійні кваліфікації
- Маркетинг — CIM Diploma in Professional Marketing (Chartered Institute of Marketing)
- Операційний менеджмент — REFA (Оптимізація та управління виробничими системами та процесами)

### Національні професійні кваліфікації
- оцінка майна та майнових прав
- експертна грошова оцінка земельних ділянок
- ліцитатори (аукціоністи) з проведення земельних торгів
- програма підвищення кваліфікації для підтвердження кваліфікаційного мінімуму для осіб, які здійснюють діяльність з визначення причин настання страхового випадку у сільському господарстві в галузі рослинництва (аварійних комісарів)
- програма підвищення кваліфікації для підтвердження кваліфікаційного мінімуму для осіб, які здійснюють діяльність з визначення причин настання страхового випадку та розміру збитків (аварійних комісарів) при страхуванні наземних транспортних засобів (крім засобів залізничного транспорту)
- арбітражні керуючі
- арбітражні керуючі у справах про банкрутство страхових організацій
- девелопмент нерухомості та управління нерухомістю

## Центри розвитку
Головною метою діяльності Центру – є сприяння розвитку оціночної діяльності в Україні шляхом організації всебічного навчання, складання кваліфікаційних іспитів, підвищення кваліфікації оцінювачів, інформаційної та методичної підтримки оцінювачів.
Діяльність Центру:
- Методична підтримка
- Освітня діяльність:
  - Навчальні курси базової підготовки оцінювачів
    - Оцінка об‘єктів у матеріальній формі;
    - Оцінка цілісних майнових комплексів, паїв, цінних паперів, майнових прав та нематеріальних активів, у тому числі прав на об‘єкти інтелектуальної власності;
    - Експертна грошова оцінка земельних ділянок.

  - Курси підвищення кваліфікації оцінювачів
  - Семінари з актуальних питань оціночної діяльності
  - Конференції, круглі столи.

- Проведення кваліфікаційних іспитів (ФДМУ, Держгеокадастру)
- Інформаційна підтримка діяльності оцінювачів:
  - Розповсюдження літератури
  - Підтримка web-сторінки центру

Тематики корпоративних та відкритих програм:
- Фінанси (діагностика, бюджетування, ризик-менеджмент, оцінка бізнесу, бізнес-планування тощо)
- Організація та управління виробничими системами та процесами (REFA-International)
- Ефективне управління відділом маркетингу
- Створення продукту. Управління брендами
- Управління персоналом
- Управління проєктами (базовий та з Microsoft Project Professional)